# Dirk van Lijnden
Dirk Reinhard Johan van Lijnden (Den Haag, 17 februari 1779 - Nijmegen, 11 april 1837) was een Nederlandse burgemeester.
Jhr. mr. Van Lijnden was een zoon van Willem Frans Godart baron van Lijnden en Anna Wilhelmina gravin van Hogendorp. Zijn vader was onder meer heer van Hemmen, burggraaf, schout van 's-Hertogenbosch, landrentmeester van Gelderland, gouverneur van de prinsen van Oranje en richter en dijkgraaf van Nijmegen. Van Lijnden studeerde rechten aan de Universiteit Utrecht. In 1814 werd hij toegelaten tot de ridderschap van Gelderland. Hij werd in december 1814 benoemd tot lid van Provinciale Staten van deze provincie per 30 juni 1815. Hij volgde in 1830 Arend François van den Steen op als burgemeester van Nijmegen. Hij vervulde deze beide functies tot zijn overlijden in 1837. Van Lynden was ook dijkgraaf van Overbetuwe.
Van Lijnden trouwde op 10 april 1804 te Maartensdijk met Cornelia Henriette Huydecoper, dochter van Willem Huijdecoper van Nigtevecht en Constancia Isabella Ferdinanda van Weede. Hij overleed in 1837 op 58-jarige leeftijd te Nijmegen. Na zijn overlijden schreef de Nijmeegse advocaat en rechter en latere premier mr. Justinus van der Brugghen Hulde aan de nagedachtenis van jonkheer Dirk Rijnhard Johan van Lynden, burgemeester der stad Nymegen. Zijn zoon mr. Willem baron van Lynden was van 1848 tot 1866 Tweede Kamerlid voor de ARP.
- Biografisch Portaal: 35705185
- Digitale Bibliotheek voor de Nederlandse Letteren: lijn012
- International Standard Name Identifier: 0000 0003 9090 3168
- Nederlandse Thesaurus van Auteursnamen: 112505821
- Virtual International Authority File: 284584393
- WorldCat: E39PBJd8gk3H4r9yRy3kDwvrbd